# Табата Кэш
Табата Кэш (фр. Tabatha Cash, настоящее имя — Селин Барб, фр. Céline Barbe; род. 27 декабря 1973, Сен-Дени, Франция) — бывшая французская порноактриса, обладательница премий Hot d'Or, ныне главный редактор журнала Hot Vidéo и владелица Hot Video group.

## Биография

### Ранняя биография
Селин Барб родилась в кварталах социального жилья пригорода Парижа в бедной семье. Её родители были разведены, бизнесмен с Мартиники и французская домохозяйка («блондинка с зелёными глазами» (позже Табата ложно утверждала, что её экзотической внешностью обязана папе-японцу и маме-итальянке). В подростковом возрасте она связывается с малолетними преступниками и ворует кошельки на линии B  парижского RER, а также ворует из магазинов. Её арестовывает полиция и Селин проводит в тюрьме 4 месяца. В 17 лет она становится подругой Сержа Аюба по прозвищу Батскин, лидера ультраправой молодёжной банды. В этот период она наносит на грудь татуировку с эмблемой Движения сопротивления африканеров из трех семёрок. Позже, чтобы скрыть это, она нанесёт поверх татуировку с цветком розы.

«Мне было 15, он был намного старше... Хотела «лидера банды», неважно фашиста или антифа»
Оригинальный текст (фр.)J'avais 15 ans. Il était beaucoup plus âgé...  Elle voulait «un chef de bande», peu importe qu'il soit facho ou antifa.

### Карьера в порно
В 17 лет она позирует обнажённой в журналах, а в 1992 году, едва дождавшись 18-летия, начинает карьеру в порно. В качестве псевдонима она берёт словосочетание из слов «Табата» (в честь колдуньи — героини сериала «Моя жена меня приворожила») и «Кэш» (от английского cash, что значит «наличные»).

«У меня не было моральных ценностей, я хотела лёгких денег»
Оригинальный текст (фр.)«Je n'avais pas de valeurs morales, je voulais de l'argent facile»

Для порно-карьеры она делает операцию по увеличению груди до размера D. Карьера в кино для взрослых начинается успешно — её приглашают самые известные европейские студии и режиссёры, такие как Private или Марио Сальери. В мае 1993 она получает свой первый приз — золотую статуэтку альтернативного каннского порно-фестиваля как лучшая европейская начинающая актриса за фильм Rêves de cuir 2 («Мечты в коже») с лёгкими элементами БДСМ. После успеха в Европе, она уезжает сниматься в США, где также добивается успеха, работая для студий Anabolic, Elegant Angel, Sin City и других. После возвращения в 1994 снимается в итальянских фильмах, например «Эротические мечты Алладдина» Луки Дамиано или «Марко Поло» режиссёра Джо д’Амато (Табата играет в сцене с Рокко Сиффреди). В мае 1994 она получает второй приз Hot d’Or, уже как лучшая среди всех европейских актрис. На этом пике славы, она завершает эту карьеру в порно, пробыв в индустрии всего лишь неполных два года. Последним её фильмом для взрослых стал — «Visiteuses» («Визитёрши») Алена Пайе, пародия на «Пришельцев» Жана Рено.

### После порно
После окончания порно-карьеры она работает ведущей радиостанции Skyrock, отвечая на вопросы слушателей о сексе, где зарабатывает репутацию своими циничными и жёсткими высказываниями, за что получает прозвище «Ле Пен с сиськами». Также Табата снимается в телешоу розыгрышей телекомпании Canal+. Единственным мейнстримным художественным фильмом в её карьере стал фильм Rai режиссёра Тома Жилу о криминальных нравах молодёжи в пригородах Парижа, где её партнёром выступает тогда ещё малоизвестный Сами Насери, в будущем звезда серии фильмов Такси. В этот период она активно снимается для журналов —  Hawk (январь 1994), Penthouse (Франция, июль 1994), Newlook (июнь 1995), Fox (июль 1996), календарь Max 1995 года (ныне коллекционная редкость), GQ, Loaded, Glamour (Франция, ноябрь 1994) и так далее. Японский фотограф Лю Ханабуса выпускает фотоальбом с её биографией «Cash!», а британский режиссёр Инге Блэкмен снимает короткометражную документалку «Viva Tabatha». Но и карьера в мейнстримных медиа довольно быстро заканчивается.

Не потому, что это было плохо, а потому, что я не хочу делать больше. Я никогда не имела профессиональных амбиций, я хотела детей.
Оригинальный текст (фр.)«Pas parce que les audiences étaient mauvaises, mais parce que je ne voulais pas en faire plus. Je n'ai jamais eu d'ambitions professionnelles, je voulais des enfants.»

В 1995, будучи корреспонденткой журнала Hot Vidéo, она выходит замуж за владельца Hot Video Group Франка Вардана. Бывшая актриса уезжает во Флориду, где становится домохозяйкой, рожает мужу сына и дочь, и следующие почти 20 лет ведёт уединённый образ жизни.

Во Франции каждый второй знал моё имя, это не то место, где можно было растить детей. Моя семья стала моей единственной задачей.
Оригинальный текст (фр.)«Un Français sur deux connaissait mon nom, ce n'était pas un endroit pour élever des mômes. Ma famille est devenue ma seule et unique priorité.»

### Возвращение в индустрию
В январе 2014 Франк Вардон умирает от сердечного приступа. В августе того же года Селин возвращается в индустрию в качестве хозяйки бизнеса, взяв под контроль Hot Video Group и став главредом журнала Hot Vidéo.

## Награды и номинации
| Год  | Премия   | Номинация                    | Фильм           | Совместно с | Результат |
| ---- | -------- | ---------------------------- | --------------- | ----------- | --------- |
| 1993 | Hot d'Or | Лучшая европейская старлетка | Rêves de cuir 2 | —           | Победа    |
| 1994 | Hot d'Or | Лучшая европейская актриса   | —               | —           | Победа    |